# Enrico VIII (Enrico Ruggeri)
Enrico VIII, è il sesto album di Enrico Ruggeri, pubblicato nel 1986 dalla CGD. Contando anche i due album incisi con i Decibel, si può considerare l'ottavo, come suggerisce il titolo stesso.

## Il disco
Primo album di Ruggeri a raggiungere la Top 20, ne consolida la popolarità, alla vigilia della vittoria al Festival di Sanremo 1987 che gli varrà la consacrazione a cantautore di rilievo.
Il titolo del disco gioca, oltre che sulla sequenza dei dischi prodotti dall'artista, anche sulla figura del celebre sovrano, del quale è riprodotto, sul retro copertina, il ritratto che ne realizzò Hans Holbein il Giovane.
Il brano di punta scelto inizialmente è stato Il portiere di notte che sarà ripreso da Mina nel 1990.
Le due anime del rocker e dello chansonnier, con una prevalenza di quest'ultima, convivono in questo lavoro, le cui tematiche si riferiscono in modo particolare a filosofie e ricordi su materie sentimentali, che prevalgono sui discorsi diretti. L'album, pubblicato su vinile con in tutto nove tracce, ne contiene quindi una decima (La partecipazione) nella versione cassetta, mentre la versione CD includerà anche i cinque pezzi dell'EP di poco precedente Difesa francese, inseriti nel mezzo pur mantenendo questi l'ordine originario.

## Tracce (Enrico VIII)
- Con la memoria (Foreign Affair) - 3:02
- Non è più la sera - 3:51
- La bandiera - 4:17
- Certe donne - 3:41
- Je t'aime - 3:21
- Il portiere di notte - 4:33
- L'uomo che ami - 4:30
- La carta sotto -  3:41
- La partecipazione (solo CD e Cassetta) - 4:33
- Non finirà - 3:46

## Tracce (Enrico VIII & Difesa Francese)
- Con la memoria (Foreign Affair) - 3:02
- Non è più la sera - 3:51
- Rien ne va plus - 4:06
- La bandiera - 4:17
- Certe donne - 3:41
- La medesima canzone - 3:56
- Je t'aime - 3:21
- Il portiere di notte - 4:33
- Dalla vita in giù - 3:42
- L'uomo che ami - 4:30
- La carta sotto -  3:41
- Cuba - 4:17
- Gli uomini piccoli - 3:50
- La partecipazione - 4:33
- Non finirà - 3:46